# 西豫州 (南梁)
西豫州，中国南北朝时设置的州。
南朝梁大通元年（527年）改东豫州置，治所在广陵城（今河南省息县城）。辖境相当今河南省息县、淮滨一带。太清元年（547年）改名淮州。东魏武定七年（549年）复为东豫州。北周改为息州。